# Bernardyn Grzyśka
Izydor Bernardyn (imię zakonne) Grzyśka OFM (ur. 4 kwietnia 1906 w Halembie (obecnie Ruda Śląska), zm. 19 października 1973 w Katowicach) – polski franciszkanin, misjonarz ludowy, wykładowca Wyższego Seminarium Duchownego w Panewnikach, prowincjał Prowincji Wniebowzięcia NMP, dziennikarz, więzień polityczny.

## Życiorys
Urodził się w rodzinie rolnika Walentego i Franciszki z domu Spyra. Był uczniem szkoły podstawowej w Halembie, edukację kontynuował w Niższym Seminarium Duchownym Franciszkanów w Nysie (1919–1922) oraz w gimnazjum państwowym w Katowicach. 29 listopada 1922 w klasztorze w Wieluniu koło Częstochowy wstąpił do zakonu franciszkanów Prowincji Śląsko-Wielkopolskiej; tam odbył nowicjat, po czym 1 grudnia 1923 złożył trzyletnie śluby zakonne. Studia filozoficzne odbył w Wyższym Seminarium Duchownym własnej prowincji, na kurs teologiczny wyjechał do Fuldy (1925–1929). W Fuldzie złożył śluby uroczyste 23 kwietnia 1927; święcenia kapłańskie przyjął 22 grudnia 1928.
Po powrocie ze studiów zagranicznych pracował w klasztorach franciszkańskiej prowincji śląsko-wielkopolskiej (obecnie Prowincji Wniebowzięcia NMP), początkowo w Wielkopolsce, a od 1933 na Śląsku − w Panewnikach i Chorzowie-Klimzowcu. W 1937 został przełożonym klasztoru w Chorzowie-Klimzowcu, w 1942 objął dodatkowo obowiązki administratora przyklasztornej parafii św. Franciszka. W latach okupacji niósł pomoc osobom poszukiwanym przez hitlerowców oraz rodzinom tych osób, zarówno materialną, jak i udzielając schronienia.
24 maja 1948 został aresztowany przez władze komunistyczne pod zarzutem rzekomej przynależności do Stronnictwa Narodowego i prowadzenie działań na rzecz obalenia ustroju. Osadzony w katowickim więzieniu przy ul. Mikołowskiej. 8 listopada tegoż roku Rejonowy Sąd Wojskowy skazał go na siedem lat więzienia, mimo iż wśród świadków obrony znalazł się sędzia wojskowy Wystrychowski, w czasie wojny przechowywany w klasztorze chorzowskim. Grzyśka odbył całość wyroku, początkowo w więzieniu w Katowicach, od października 1949 we Wronkach. W maju 1955 zwolniony, osiadł w klasztorze w Katowicach-Panewnikach.
Od sierpnia 1955 ojciec Grzyśka prowadził wykłady z liturgiki i śpiewu gregoriańskiego we franciszkańskim Wyższym Seminarium Duchownym w Katowicach-Panewnikach. Pełnił w seminarium także obowiązki ojca duchownego. W 1957 ukończył specjalistyczny kurs w zakresie bibliografii na Katolickim Uniwersytecie Lubelskim. Był spowiednikiem w klasztorach żeńskich, a także wizytatorem klasztorów żeńskich i męskich.
W 1968 wybrany został prowincjałem prowincji śląsko-wielkopolskiej i na stanowisku tym pozostawał do końca życia. Brał udział w dwóch kapitułach generalnych swojego zakonu: w Medellín i w Madrycie. Ze względu na obowiązki prowincjała nie był w stanie kontynuować zajęć w seminarium. W 1973 ogłosił artykuł Krótki szkic historyczny Prowincji Wniebowzięcia Najświętszej Maryi Panny w Polsce ("Miesięcznik Franciszkański", 1973, nr 1). Wcześniej, jeszcze w latach przedwojennych, był redaktorem czasopisma dla tercjarzy franciszkańskich "Szkoła Seraficka" (przez pewien czas jako "Głos św. Franciszka").
Od 1972 chorował na płuca, zmarł 19 października 1973 w Katowicach-Panewnikach. Został pochowany na cmentarzu zakonnym w Katowicach-Ligocie.